# 新竹縣立國樂團
新竹縣立國樂團（簡稱：竹縣國，英文全銜：Hsinchu Chinese Orchestra，英文簡稱：H.C.O），成立於2002年9月，樂團編製人員70人，現團隸屬於中華民國新竹縣政府文化局管轄及輔導扶植。

## 歷史沿革
新竹縣立國樂團為一支於2002年成立的國樂團，編製人員70人，為新竹縣的第一支縣立表演團隊，現駐於新竹縣政府文化局內。
自2003年至2018年間，曾赴中國北京、中國上海、美國、泰國、馬來西亞表演及比賽數次。並於2013年臺灣燈會演出。

## 演出及比賽紀錄
- 2003年至關西華光智能中心、寶山德蘭兒童中心及湖口香園教養院演出，演出名為《愛在風城，關懷之旅》。
- 2004年春節，受邀至總統府國宴演出。
- 2005年十月，附屬團隊九鳳女子箜篌樂團受邀參加中國文化部之《箜篌專業委員會成立大會暨學術研討會及展演音樂會》，在中央電視台播出。
- 2006年八月，參與美國舊金山飛揚藝術團主辦之世界杯中國民族器樂大賽，於團體合奏項目得金獎。
- 2007年十二月舉辦國樂名家系列音樂會，與指揮家瞿春泉、笛子演奏家張維良、揚琴演奏家 王文禮、二胡演奏家 趙寒陽、箜篌演奏家 崔君芝 ，於彰化、新竹、台北三地演出。表演名稱為【迎風桴鼓動心弦】。
- 2008年四月舉辦【春風幻想曲】國樂名家系列二音樂會，與指揮家：楊春林、演奏家：（笛子）侯廣宇、（琵琶）樊薇、（二胡）黃家俊、（古箏）邱霽演出。
- 2009年六月，樂團獲頒2009至2010年亞太最佳城市『亞太最佳傑出樂團．金爵獎』。
- 2010年一月，受北京聯合大學之邀，於中國人民解放軍國家軍樂廳，舉行『華韵流彩』音樂會。
- 2012年四月，受馬來西亞 國油大學之邀，演出『驊韵之夜』音樂會。
- 2013年在新竹縣台灣燈會策辦五場系列活動演出，依場序分別與縣內17所學校國樂團、上海百合花民樂團、馬來西亞中華總會禾樂華樂團等演藝團隊演出。
- 2014年六月，參與於馬來西亞 檳城舉行的華樂大賽獲國際公開組金獎。
- 2014年六月與唐美雲歌仔戲團合作演出戲碼『燕歌行』。

九月與台大薰風國樂團聯手『藝起攜手心連心』台大藝文·歡樂竹北聯合音樂會《絲竹雅奏》。
十月邀中國國家一級箜篌演奏家崔君芝等師生四人，演出『絲綢之路·箜篌行〜登世箜篌·海峽情』音樂會。
十一月於桃園縣政府文化局演藝廳舉行『竹縣風情～青春奏響』音樂會。
十二月邀馬來西亞禾樂華樂團一行90人，舉行『有朋自遠方來』 交流音樂會。
- 2015年八月，參與由美國華人音樂家協會與中國音樂家協會，共同主辦的第四屆華音杯中國民族器樂大賽，此賽事在美國加州聖荷西州立音樂學院音樂廳舉行。

九月邀 馬來西亞 吉輦中學華樂團一行45人，舉行『音緣際會～華韵傳琴』聯合音樂會。
十一月獲台北市立社教館邀請，於永和仁愛公園演出，演出名為『絲竹悠遊』。
- 2016年六月，邀中國國家一級箜篌演奏家崔君芝及其學生赴新竹縣參與『箜篌進臺灣』系列之表演並與之同台演出。

七月九日參與臺北市文化局主辦之『文化就在巷子裡』系列表演。
七月十五日赴上海市與上海學生民族樂團聯袂演出。其演出名為『中華韻·兩岸情』。

## 分支國樂團
先今新竹縣立國樂團已將樂團分為:
- ㄧ支主團：新竹縣立國樂團(一團)

- 四支分團：新竹縣立青年國樂團(二團)、新竹縣立青少年國樂團、新竹縣立民眾國樂團。九鳳箜篌女子樂團。